# Callobius pictus
Callobius pictus är en spindelart som först beskrevs av Simon 1884.  Callobius pictus ingår i släktet Callobius och familjen mörkerspindlar. Inga underarter finns listade.